# Jacques Dupin
Jacques Dupin (4 de marzo de 1927 - 27 de octubre de 2012) fue un poeta y dramaturgo francés.
En vida, Jacques Dupin sólo aceptó el Premio Nacional de Poesía en 1988
y el de la Academia Francesa en 2010

## Historia
1927 - Nace el 4 de marzo en la ciudad de Privas, en la región de la Ardèche. 
1931 - Muere su padre Pierre Dupin, médico en jefe del hospital psiquiátrico de Sainte-Marie. Su madre, Léonie Descamps, retorna con él a Saint-Quentin en su natal región picarda. En el transcurso de esta década emprenderá sus primeros intentos literarios. 
1939 - La amenaza de la guerra hace que su madre se decida a volver a Privas, en donde les toca vivir la ocupación alemana de 1942. A la par de sus estudios secundarios y preparatorios lee a Baudelaire, Rimbaud, Verlaine, Mallarmé, Balzac, Proust, así como los primeros libros de Sigmund Freíd traducidos al francés, a los que encuentra en la biblioteca paterna.
1944 - Termina la escuela preparatoria, lo cual coincide con la Liberación. Se instala en París, en donde estudia derecho, historia y ciencias políticas, sin llegar a concluir ninguna carrera universitaria. Primer contacto con el arte, visitas constantes al Louvre, al Museo de Arte Moderno, a las galerías (queda impactado por los Picasso del Salón de Otoño). Aprovecha estos primeros años en la capital para descubrir la poesía contemporánea y el surrealismo. Lecturas de Kafka, Maurice Blanchot, William Faulkner y Georges Bataille. Amistad con Jean Suquet, quien ya habla sobre Marcel Duchamp, y con Hubert Damisch. 
1947 - Conoce a René Char, luego de enviarle unos poemas. Nace entre ellos una fuerte amistad y una estrecha relación que va hasta 1975. Gracias a René Char, algunos de sus poemas son publicados en las revistas Cahiers d'Art, Botteghe Oscure y Cahiers G.L.M. 
1948 - Es secretario de redacción de la revista y de las ediciones de los Cahiers d'Art, y también asistente de Christian Zervos, con quien aprende el oficio de editor de libros de arte, y en particular, a conocer el arte contemporáneo, a los artistas y a sus talleres.
1949 - Secretario de redacción de la revista Empédocles, dirigida por Albert Béguin, Albert Camus y René Char. Conoce a Francis Ponge, Georges Braque, André Frénaud, Georges Schehadé y Georges Bataille. 
1950 - Visita a Constantin Brancusi, a Henri Laurens y a Fernand Léger; frecuenta con asiduidad a Victor Brauner, Wifredo Lam, Jean Hélion, Nicolas de Staël, Luis Fernández. Va a casa de Picasso para revisar parte del catálogo que Zervos edita sobre el artista. Cendrier du voyage [Cenicero del viaje], su primer libro de poemas, es publicado en la editorial G.L.M. (Guy Lévis Mano), con prólogo de René Char y frontispicio de André Masson. Comienza su amistad con André du Bouchet.
1951 - Se casa con Christine Rousset, con quien tiene dos hijas: Élisabeth (1954) y Hélène (1955).
1954 - Conoce a Philippe Jaccottet y a Yves Bonnefoy. Primera visita a Joan Miró, con quien entablará una estrecha amistad y una fructuosa colaboración a lo largo de treinta años, marcada por libros, exposiciones y viajes. El mismo año, para un artículo en los Cahiers d'Art, visita por primera vez a Alberto Giacometti en su estudio. 
1955 - Entra como vendedor de libros en la Galería Maeght, antes de convertirse en responsable de sus ediciones hasta el año 1981: bajo su supervisión se publican catálogos, carteles, la revista Derrière le Miroir, libros de artistas, estampas originales, álbumes y monografías. Esto le permite visitar tanto los talleres de los artistas como los talleres de litografía, calcografía y tipografía. Publica poemas y textos sobre el arte en revistas y catálogos, así como sus primeros libros de artista en las editoriales G.L.M. y Maeght, con ilustraciones de Miró y de Giacometti. 
1956 - Inicia una investigación sobre Miró con el fin de realizar una monografía, la cual será publicada por Flammarion con el título Joan Miró, así como por tres editores extranjeros. Una nueva edición, revisada y ampliada considerablemente, saldrá en 1993, actualizada en 2004. 
1957 - Gracias a la realización del libro La Liberté des mers [La Libertad de los mares] de Pierre Reverdy y Georges Braque, encuentra con regularidad al poeta y al pintor en un ambiente cordial.
1958 - Primer texto sobre la obra de Antoni Tàpies, a quien conoce ese mismo año. 
1959 - Dirige los talleres de litografía y de talla dulce recién creados por Aimé Maeght en Levallois. Amistad con Raoul Ubac, Pierre Tal-Coat, Eduardo Chillida, Pablo Palazuelo, Saul Steinberg. 
1962 - Alberto Giacometti: Textes pour une approche [Alberto Giacometti: Textos para una aproximación], publicado por Maeght. La amistad y el trabajo lo conducen cada semana al taller del escultor. Dupin será su modelo e interlocutor en la película que hace el director de cine Ernst Scheidegger sobre Giacometti. Este hace dos retratos al óleo y varios dibujos de Dupin. Inicia una estrecha amistad con Michel Leiris y con David Sylvester. 
1963 - Aparece Gravir [Ascender], primero de cinco libros de poemas publicados por la editorial Gallimard. Realiza al alimón con Bernard Pingaud un número de la revista L'Arc dedicado a René Char. 
1965 - Amistad con Jean-Paul Riopelle, Valerio Adami, Paul Rebeyrolle y Pol Bury, expuestos en la Galería Maeght, sobre los que escribe algunos textos y prefacios. En Londres conoce a Francis Bacon, con quien tendrá una amistad de la que surgirán dos textos, cuatro exposiciones, un retrato de Jacques Dupin, además de un intercambio personal recíproco. 
1966 - Funda, junto con André du Bouchet, Yves Bonnefoy, Gaëtan Picon y Louis-René des Forêts, a los que se unirán más tarde Paul Celan y Michel Leiris, la revista L'Éphémère. Experiencia decisiva y fuertes lazos de empatía con Paul Celan y con Louis-René des Forêts. Viaja a Japón para ocuparse del montaje de una retrospectiva de pinturas de Miró. Ahí conoce al poeta Shuzo Takiguchi, primer biógrafo de Miró en Japón, quien traduce del francés algunos poemas suyos dedicados al catalán. 
1968 - Escribe el texto “L’irreversible” sobre la revuelta de Mayo del 68, publicado en L'Éphémère. Imprime carteles en los talleres que él controla, y crea una puesta escénica sobre Rimbaud que se monta en los suburbios de París, en las fábricas en huelga. Organiza y prologa una retrospectiva de Miró en la Fundación Maeght en Saint-Paul de Vence, luego en el Hospital de la Santa Creu en Barcelona, y al año siguiente en la Haus der Kunst de Múnich. 
1969 - Publica L’embrasure [La tronera]. Conoce y acoge a Paul Auster en París. Paul Auster comienza a traducir sus poemas y logra que se publiquen más tarde dos libros en Gran Bretaña y en los Estados Unidos. Juntos harán lecturas bilingües en Nueva York y Londres. Varios años después, Jacques Dupin escribirá la presentación a los poemas reunidos de Paul Auster en francés, Disparitions, que serán publicados en 1994.
1970 - Organiza una exposición sobre Pierre Reverdy y pintores cercanos a él en la Fundación Maeght y en el Museo de Arte Moderno de París. Escribe el texto de presentación al catálogo La difficulté du soleil [La dificultad del sol]. El año siguiente lleva a cabo el mismo proyecto, dedicado en esta ocasión a René Char, en la Fundación Maeght, para explorar la relación tentacular entre el poeta y sus “aliados substanciales”. Exposición-homenaje a Jacques Dupin en la Galería Wünsche en la ciudad de Bonn; para la ocasión se publica un catálogo que incluye la traducción al alemán que Paul Celan hace de “La nuit grandissante”. 
1975 - Gallimard publica Dehors [Afuera]. Adquiere una antigua granja en el Roussillon, cerca de la ciudad de Céret. Vecino del pintor Jean Capdeville, sobre cuya obra escribirá dos artículos, y con quien publicará cuatro libros pintados a mano por el artista.
1976 - Organiza y escribe el texto de presentación para una retrospectiva en la Fundación Maeght con dibujos y pinturas de Henri Michaux, a quien encuentra en repetidas ocasiones.
1977 - Muere su madre. Aparece su única obra de teatro, L'Éboulement [El desprendimiento], publicada por las Ediciones Galilée, escrita e interpretada dos años antes por la Compañía Jacques Guimet con vestuario de Antoni Tàpies. 
1978 - Organiza una retrospectiva de la obra de Alberto Giacometti en la Fundación Maeght, y escribe “La Réalité impossible” [“La realidad imposible”] para el catálogo de la exposición. 
1981 - Aparece De nul lieu et du Japon [De ningún lugar y de Japón], primer libro de poemas publicado por Fata Morgana, al que seguirán otros cuatro en esta misma editorial. Organiza Miró Milano, exposición que ocupa varias sedes: el Castello Sforzesco, la Rotonda, y varias galerías de la ciudad. 
1982 - L'Espace autrement dit [El espacio dicho con otras palabras], con prefacio de Jean-Michel Reynard, reúne la mayor parte de sus textos sobre arte escritos hasta entonces, publicado por la editorial Galilée. Aparece también Une apparence de soupirail [Un atisbo de tragaluz]. Este libro, el único de Jacques Dupin en lengua española, es traducido por José Miguel Ullán con el título Una apariencia de tragaluz, publicado ese mismo año en la editorial Cátedra.
1984 - Primer texto sobre Francis Bacon. Aparece el primer volumen de Miró graveur [Miró grabador], catálogo razonado de los grabados del catalán, libro que también prologa; seguirán otros cuatro volúmenes. 
1985 - En el marco de Europalia organiza y prologa una exposición de Miró en el Museo de Arte Moderno de Charleroi. 
1986 - Aparece Contumace [Contumacia], libro de poemas rechazado por Gallimard y publicado por P.O.L., editorial que publicará en adelante casi todos sus libros de poesía y ensayos. La Revue de Belles Lettres de Ginebra le dedica su tercer número, en el que colaboran numerosos escritores, y cuya realización corrió a cargo de Florian Rodari. Exposición “André du Bouchet—Jacques Dupin”, con libros de artista, pinturas, dibujos, en la Capilla de La Tour d'Auvergne, en Quimper. 
1988 - Premio Nacional de Poesía. 
1990 - Aparecen los Ecrits [Escritos] de Alberto Giacometti en la editorial Hermann, con textos de Michel Leiris y Jacques Dupin. Publica el poema Les Enfants Rouges [Los infantes rojos], con grabados de Jean-Luc Herman, en las ediciones Matarasso. 
1991 - Aparece el libro de poemas Echancré [Desmochado] en las ediciones P.O.L. 
1992 - Exposición “Jacques Dupin” en el Centro Internacional de la Poesía de Marsella, en la que se presentan libros de artista, manuscritos y dibujos. 
1994 - Coloquio “Jacques Dupin” en la Universidad de Lille III, organizado por Dominique Viart, cuyas actas serán publicadas bajo el título L'Injonction silencieuse [La conminación silenciosa], en las ediciones de la Table Ronde, incluyendo textos (añadidos ulteriormente) de André du Bouchet, José Miguel Ullán, Yves Bonnefoy, Claude Esteban y Paul Auster. 
1995 - Libros de artista con Yan Voss, Raquel, Jacques Capdeville y José María Sicilia. 
1996 - Aparece el libro de poemas Le grésil [Cellisca] en P.O.L. Exposición “Jacques Dupin” en el Museo de Gravelines-Nord, que incluye textos del poeta y de Georges Raillard. Prefacio al 4° volumen del Catalogue raisonné de Tàpies [Catálogo razonado de Tàpies]. 
1998 - Texto para el catálogo de la exposición de Konrad Klapheck en la Galerie Lelong de París. 
1999 - Aparece Le corps clairvoyant [El cuerpo clarividente], publicado en la colección Poésie de Gallimard, con prólogo de Jean-Christophe Bailly, libro que reúne su obra de 1963 hasta 1982. Texto para Garache, dessins, que aparece en las ediciones Conférence. 
2000 - Aparece Strates, cahier Jacques Dupin [Estratos, cuaderno Jacques Dupin], coordinado por Emmanuel Laugier, que incluye los textos de 30 escritores y 16 ilustraciones, publicado por Fárrago. P.O.L. publica el libro de poemas Écart [Distancia].
2001 - Lichthouwen, poemas traducidos al neerlandés por Jan Mysjkin, con grabados de Pierre Alechinsky, publicado por Ergo Pers. Libros de artista con Jean-Paul Philippe, ediciones de l’Attentive. Libro de artista con Veronique Berthon, ediciones Vice-versa. Mitt bibliotek av grus, poemas traducidos al noruego por Henning Kramer Dahl, publicado por Solum Forlag. Coloquio “Jacques Dupin” en la Ciudad de los Libros de Aix-en-Provence.
2002 - Presenta, junto con Jean Suquet, “Demande d’emploi” [Solicitud de Empleo] de Marcel Duchamp y Joan Miró, proyecto de libro, manuscrito, aguafuertes y ready-made con corbata, publicado en la editorial L’Échoppe. Rien encore, tout déjà [nada todavía, todo ya], reedición en las ediciones Seghers de un par de libros, acompañados con poemas de estudiantes de preparatoria y un epílogo de François Bon. “Blanchot et la poésie”, intervención para L'effet Blanchot. Revue parlée [El efecto Blanchot. Revista hablada] en el Centro Georges Pompidou. Intervención en el “Hommage à André du Bouchet” en la Casa de la poesía de París. Reedición en P.O.L. de los títulos De singes et de mouches [De simios y de moscas] y Les mères [Las madres] en un solo libro.
2003 - Libro de artista con una pintura de Valérie-Catherine Richez, editorial Festina lente.
2004 - Escribe un texto para el libro Saluer André du Bouchet [Saludar a André du Bouchet], en homenaje al poeta fallecido en 2001, publicado por la editorial William Blake and C°. 
2005 - Aparece el libro de poemas Coudrier [Avellano] en P.O.L., y Matière d'infini [Materia de infinito], textos sobre Antoni Tàpies, en las ediciones Farrago. 
2006 - Texto de presentación para el Cahier de poèmes inédits [Cuaderno de poemas inéditos] de Miró, publicado con un estuche en cerámica de Joan Gardy Artigas, por la Fundació Taller Llorens Artigas y la Successió Miró. 
2007 - Aparece M’introduire dans ton histoire [Introducirme en tu historia], colección de ensayos sobre poetas contemporáneos publicado en P.O.L. En la misma editorial, con motivo de sus 80 años, aparece 04.03. Mélanges pour Jacques Dupin [04.03. Aportes para Jacques Dupin], serie de textos reunidos por Francis Cohen y Nicolas Pequès. Asimismo, la revista Faire part le dedica por el mismo motivo su número doble 20/21, cuyo título es Jacques Dupin. Matière d’origine [Jacques Dupin. Materia de origen]; en ella se incluyen textos y obra plástica de 39 escritores, profesores y artistas.
2009 - En P.O.L. aparece Par quelque biais vers quelque bord [Por algún ángulo hacia algún borde], compilación de escritos sobre 35 artistas, que incluye un prefacio de Emmanuel Laugier y un epílogo de Jean-Michel Reynard. También se publica Ballast [Balastro] en la colección Poésie de Gallimard, libro que agrupa los títulos Contumace, Échancré y Le grésil. En homenaje a la relación que compartieron Jacques Dupin y Joan Miró, y para conmemorar los 25 años de la muerte del catalán, se publica el libro Miró/Dupin. Art i Poesia, que incluye, además de algunos de sus poemas, la memoria de una jornada de mesas redondas que tuvo lugar en la Fundació Miró y la Universidad de Barcelona. 
2010 - Realiza una lectura pûblica junto con Jean-Michel Maulpoix en el Petit Palais en París. Aparece El sendero frugal - Poesía. 1963 - 2000, en México y en Chile.  
2012 - Muere un sábado 27 de octubre de 2012.

## Obra

### Poesía
- Cendrier du voyage, GLM, Paris, 1950 ; reed. Fissile éditions, Les Cabannes, 2006
- Art poétique, PAB, Alès, 1956
- Les Brisants, GLM, Paris, 1958
- L'Épervier, GLM, Paris, 1960
- Gravir, Gallimard, Paris, 1963
- L'Embrasure, Gallimard, Paris, 1969
- Dehors, Gallimard, Paris, 1975
- Ballast, Le Collet de Buffle, Paris, 1976
- Histoire de la lumière, L'Ire des Vents, Paris, 1978
- De nul lieu et du Japon, Éditions Fata Morgana, Montpellier, 1981 ; reed. Farrago, Tours, 2001
- Le Désœuvrement, Orange Export Ltd, Malakoff, 1982
- Une apparence de soupirail, Gallimard, Paris, 1982
- De singes et de mouches, Éditions Fata Morgana, Montpellier, 1983
- Les Mères, Fata Morgana, Montpellier, 1986
- Contumace, POL, Paris, 1986
- Chansons troglodytes, Éditions Fata Morgana, Montpellier, 1989
- Rien encore, tout déjà, Éditions Fata Morgana, Montpellier, 1991
- Échancré, POL, Paris, 1991
- Éclisse, Spectres familiers, Marseille, 1992
- Le Grésil, POL, Paris, 1996
- Écart, POL, Paris, 2000
- De singes et de mouches suivi de Les Mères (reed.) POL, Paris, 2001
- Coudrier, POL, Paris, 2006

### Recopilaciones
- L'Embrasure precedida de Gravir y siguió La Ligne de rupture  y L'Ongle, Poésie/Gallimard, Paris, 1971
- Le Corps clairvoyant (1963-1982) (incluye Gravir, L'Embrasure, Dehors y Une apparence de soupirail, Poésie/Gallimard, Paris, 1999
- Rien encore, tout déjà (seguida de Chansons troglodytes y Rien encore, tout déjà), Seghers, 2002
- Ballast (rassemble Contumace, Échancré y Le Grésil), Poésie/Gallimard, Paris, 2009

#### En español
- Una apariencia de tragaluz, Poesía / Cátedra, Madrid, 1982
- El Sendero Frugal: Antología Poética 1963-2000, selección y traducción de Iván Salinas, Prólogo de Paul Auster. 1ª ed. México, Hotel Ambosmundo / Sec. Cult. de Puebla, 2010. 2ª edición: Chile, Chancacazo, 2010.

### Ensayos sobre el arte contemporáneo
- Joan Miró, Flammarion, Paris, 1961 ; nueva edición en 1993
- Miró sculpteur, Poligrafa, collection Fotoscop, 1972
- Textes pour une approche sur Alberto Giacometti, Maeght ed. Paris, 1962
- L'Espace autrement dit, éditions Galilée, Paris, 1982
- Matière du souffle (sur Antoni Tàpies), Éditions Fourbis, Paris, 1994
- Chillida, terres et gravitations, galería Lelong, Cahiers d'art contemporain, Paris, 1995
- Alberto Giacometti, Farrago, Tours, 1999
- Demande d'emploi, Marcel Duchamp, Joan Miro, L'Échoppe, Paris, 2002
- Matière d'infini (Antoni Tàpies), Farrago, Tours, 2005
- Par quelque biais vers quelque bord, POL, Paris, 2009

### Ensayos sobre la poesía
- M'introduire dans ton histoire, POL, Paris, 2007

### Teatro
- L'Éboulement, éditions Galilée, coll. Théâtre/rupture, Paris, 1977